# Ferdinando Romualdo Guiccioli
Ferdinando Romualdo Guiccioli (ur. 28 grudnia 1686 w Rawennie, zm. 7 listopada 1763) – włoski duchowny rzymskokatolicki, w latach 1745-1763 arcybiskup Rawenny, benedyktyn.

## Życiorys
10 grudnia 1706 przyjął święcenia kapłańskie w zakonie benedyktyńskim. 10 marca 1741 został mianowany biskupem tytularnym Lycopolis. Sakrę biskupią otrzymał 10 marca 1741. 5 kwietnia 1745 objął rządy w archidiecezji Rawenna.